# Pharao (Computerspiel)
Pharao ist ein Stadtaufbauspiel, das im November 1999 von der Firma Sierra Entertainment herausgebracht wurde. Das Spielprinzip ähnelt dem der vorhergegangenen Caesar-Serie. Aus der isometrischen Perspektive kontrolliert der Spieler den Aufbau einer Siedlung. Schauplatz des Spiels ist das alte Ägypten.
Im Februar 2023 erschien ein Remake des Spiels als Pharaoh: A New Era bei Steam und GOG.com. Es wurde von Triskell Interactive entwickelt und von Dotemu veröffentlicht.

## Spielaufbau
Das Spiel entwickelt sich innerhalb einer detailliert gestalteten Kampagne, in der sich im Schwierigkeitsgrad aufeinander aufbauende Missionen aneinander reihen. Die Missionen sind durch eine zusammenhängende Geschichte miteinander verbunden. Zu Beginn reicht eine Ansammlung einfacher Hütten mit einer Zisterne. Später wird die Stadt komplexer, während die Aufgaben anspruchsvoller werden. Die wachsende Bevölkerung benötigt Landwirtschaft für die Nahrungsversorgung ebenso wie religiöse und kulturelle Einrichtungen. Gelegentlich kann man sich während der Kampagne zwischen zwei verschiedenen Szenarien entscheiden, meist zwischen einem militärischen Szenario und einem zum Bau von Monumenten. Während man für die meisten Gebäude nur einmalig eine geringe Summe Geld bezahlt, muss man bei Monumenten stattdessen die Ausbildung von Arbeitern verschiedener Berufe (einfache Arbeiter, Zimmermänner, Maurer, Steinmetze und Maler) und die Versorgung mit Baumaterialien (Holz, Farbe, Lehmziegel, diverse Arten von Gestein) sicherstellen.
Im Laufe der Kampagne müssen Grabmäler einschließlich mächtiger Mastaben und Pyramiden gebaut werden. Der Bauprozess wird dabei stufenweise dargestellt, indem Arbeiter das Fundament legen und die Pyramide dann Reihe für Reihe aus zwei verschiedenen Sorten Stein aufbauen. Das vermittelt dem Spieler einen für Aufbauspiel ungewöhnlich realistischen Eindruck vom Bau der Pyramide.
Nebenbei kann der Spieler auch einige Grundzüge der ägyptischen Geschichte erfahren, obwohl von historischer Authentizität hier wohl nicht wirklich die Rede sein kann.
Dem Spiel liegt ein über 200 Seiten starkes Handbuch bei, das neben den Spielmechanismen auch detailliert auf die ägyptische Geschichte eingeht.

### Menschen in der Stadt
Zahlreiche Menschen bewegen sich durch die Stadt, diese werden unterschieden in Stadtbewohner mit Ziel und solche ohne Ziel. Stadtbewohner mit Ziel sind beispielsweise Arbeiter auf dem Weg zu einer Plantage. Die meisten Stadtbewohner auf der Straße haben jedoch kein Ziel, sondern bewegen sich von ihrem Dienstsitz aus zufällig durch die Stadt. Dabei erfüllen sie auf ihrem Weg ihre Pflicht, beispielsweise überprüfen Architekten die Bausubstanz der Stadtgebäude und Steuereintreiber treiben die Steuern aus Wohnhäusern ein. Da diese Wege nicht aktiv kontrolliert werden können, ist eine geschickte Planung der Gebäude und des Straßennetzes essentiell für das Funktionieren der Stadt.

### Arbeitskräfte
Jedes Produktions- und Dienstleistungsgebäude benötigt eine bestimmte Zahl an Arbeitskräften. Nach dem Bau bewegt sich ein Werber durch die Stadt, um beim Passieren von bewohnten Gebäuden Zugriff auf das Arbeitskräftereservoir der Stadt zu haben. Allerdings ist der Suchradius begrenzt. Wenn im Einzugsgebiet eines Betriebs keine Arbeitskräfte wohnen, liegt der Betrieb still. Die Verfügbarkeit von Arbeitskräften wird zudem regelmäßig überprüft. In einem Untermenü kann die Wichtigkeit der verschiedenen Gewerbe (Militär, Sicherheit, Handel, Warenproduktion, Unterhaltung) vorgegeben werden. Eventuell fehlende Arbeitskräfte werden dann den am wenigsten wichtigen Betrieben entzogen.

### Handel
Um Handel mit anderen Städten treiben zu können, müssen Handelsrouten eingerichtet werden. Die Eröffnung einer Handelsroute erfordert die einmalige Entrichtung einer Gebühr, allerdings können aufgrund der vorgegebenen Ereignisse eines Szenarios auch Handelsrouten unterbrochen werden. Nach Einrichtung einer Handelsroute treffen regelmäßig Karawanen oder Schiffe des Handelspartners in der Stadt ein. Jede Partnerstadt kauft und verkauft nur wenige Warenarten und außerdem nur eine maximale Menge pro Spieljahr. Wann Händler eintreffen kann nicht kontrolliert werden. Auch das Handelsvolumen lässt sich dabei nicht direkt kontrollieren, lediglich bis zu welcher maximalen Lagermenge gekauft und minimalen Lagermenge verkauft wird, kann definiert werden.

### Krieg
Kriegsführung spielt insgesamt eine untergeordnete Rolle, auch wenn einzelne Szenarien zahlreiche kriegerische Aktivitäten beinhalten. Es ist nicht möglich, selbst Kriege zu beginnen. In einigen Szenarien wird die Stadt von äußeren Feinden bedroht und von Invasionstruppen angegriffen. Diese Kämpfe werden auf der Spielkarte ausgetragen. Außerdem können Verbündete Unterstützung anfordern, in diesem Fall können Truppen aus der Stadt abkommandiert werden. In diesem Fall läuft der Krieg ohne Einsicht des Spielers, man wird lediglich nach einiger Zeit über das Ergebnis der Schlacht in Kenntnis gesetzt und bekommt die überlebenden Truppen wieder.

### Religion
Eine bedeutende Rolle für den erfolgreichen Aufbau der Stadt spielen die Götter. Je nach Szenario werden eine bis fünf der Gottheiten Osiris, Ra, Ptah, Seth und Bastet in der Stadt verehrt. Diese können durch die Errichtung zahlreicher Kultstätten und die Ausrichtung von Festen zufriedengestellt werden. Jede sehr unzufriedene oder sehr zufriedene Gottheit greift dabei gemäße ihrer im Spiel implementierten Bedeutung regelmäßig in die Stadt ein. So kann beispielsweise Osiris als Gott des Nils bei Unzufriedenheit zerstörerische Überschwemmungen auslösen, aber bei großer Zufriedenheit die Fruchtbarkeit von Farmen verbessern.

### Bevölkerungsentwicklung
Damit Menschen in die Stadt ziehen können, müssen Bauplätze für Wohngebäude geschaffen werden. In den betreffenden Bereichen können Einwanderer neue Hütten errichten und mit der Zeit ausbauen.
Die Arbeitslosenquote, der Steuersatz, das Lohnniveau und der Ruf der Stadt in Ägypten beeinflussen, ob Menschen einwandern oder die Stadt verlassen.
Wie sich die Wohngebäude entwickeln, hängt dann von der Befriedigung zahlreicher Bedürfnisse ab.

#### Bedürfnisse
Für die einfachsten Hütten müssen keinerlei Bedürfnisse erfüllt werden. Je mehr Bedürfnisse der Bewohner jedoch erfüllt werden, desto höher steigt ein Haus auf. Dies erhöht die Zahl der Bewohner pro Haus und außerdem das Steueraufkommen pro Bewohner. Ab einem bestimmten Niveau werden die Bewohner zu Schreibern. Diese stehen nicht mehr als Arbeitskräfte zur Verfügung, zahlen aber deutlich mehr Steuern als Arbeiter. Der Aufstieg der Wohnung erfolgt automatisch und ohne Materialkosten, sobald die Bedürfnisse erfüllt sind. Allerdings entwickeln sich Wohngebäude auch sehr schnell zurück, sobald ein Bedürfnis nicht mehr erfüllt ist.
Die Menschen haben Bedürfnisse nach Waren wie Nahrung und Geschirr und immaterielle Bedürfnisse wie regelmäßigen Zugang zu Religion oder Bildung.
Alle Bedürfnisse werden von Dienstleistern erfüllt. Auch die Warenversorgung wird durch Basarhändler organisiert, sofern die erforderlichen Waren in den Lagern der Stadt vorhanden sind. Alle Dienstleister gehören zu den Stadtbewohnern ohne Ziel, bewegen sich also von ihrem Dienstsitz zufällig durch die Stadt. Aber auch an die Attraktivität der Umgebung ist von wachsender Bedeutung für die Entwicklung von Wohnungen. Da beispielsweise ab einem bestimmten Niveau der Zugang zu einem Einbalsamierungshaus gefordert wird, dies in der unmittelbaren Nachbarschaft jedoch die Attraktivität verringert, wird die Entwicklung bis zu den luxuriösesten Anwesen eine zunehmend komplexe Planung der Gebäude und Straßen.

## Rezeption
Das Spiel erhielt überwiegend gute bis sehr gute Bewertungen (basierend auf 26 gesammelten Bewertungen) bei MobyGames.
GameStar schreibt, „Im Vergleich zu Caesar 3 sind die Straßen zwar viel belebter, doch die unscheinbare Pharao-Grafik ähnelt immer noch eher dem trockenen Sim City 3000 als einem wuseligen Siedler 3.“ Auch die Komplexität habe im Vergleich zu Caesar 3 durch den Bau von Monumenten noch zugenommen. Darum sei das Spiel besonders für „Aufbauspiel-Fans, die sich am drögen Look und den sehr komplexen Missionen nicht stören“ zu empfehlen.
PC Games vergleicht Pharao mit einem neuen Schokoriegel, es biete „Modernes Design, 20 % mehr Geschmack, aber sonst alles wie gehabt.“ Und „nicht nur Grafik, Steuerung und Menüs sind 1:1 von Caesar 3 übernommen, sondern auch viele Gebäude sowie die meisten Klangdateien.“ Aber es gebe auch interessante Neuerungen wie den Bau von Monumenten, zudem sei der Kampfmodus deutlich fordernder als im vorigen Impressions-Titel Caesar 3. Das sei zwar alles nicht spektakulär, „aber für kurzweiliges Städtebauen vor historisch akkurater Kulisse sorgt Pharao allemal.“
Ron Dulin von Gamespot urteilt ebenfalls, Pharao bringe Caesar 3 nach Ägypten und ergänzt einige willkommene Funktionen. „Allerdings ist Pharao weder ein Nachfolger noch eine Erweiterung von Caesar III; obwohl viele Spielmechaniken identisch sind, ist die Strategie erkennbar anders, damit Pharao zu seinem Schauplatz passt.“ In der Kampagne würden Funktionen und Optionen schrittweise eingeführt, dies halte es interessant und „das Endergebnis ist ein Spiel mit sehr viel Langlebigkeit.“ Das Spiel sehe zwar wie Caesar 3 in Ägypten aus, „aber die Monumente bringen auch etwas visuelle Anregung.“ In vielerlei Hinsicht sei das Spiel nicht zu verschieden von seinem Vorgänger, aber durch die neuen Elemente sei es deutlich befriedigender. Insgesamt urteilt der Autor, „Pharao ist gemütlich, aber süchtigmachend, und immens komplex, aber unglaublich leicht zu spielen.“
Trent C. Ward von IGN findet, Pharao sei bis obenhin gefüllt mit „süchtigmachender Spielmechanik, üppiger und wunderschöner Grafik und enormer Tiefe“. Die Kombination aus Unterhaltung und historischer Genauigkeit habe ihn permanent erstaunt. Und die Mischung aus „süchtigmachender Spielmechanik und exzellenter Missionsgestaltung“ habe ihn gefesselt wie selten etwas während seiner Tätigkeit als Spielebewerter. Insgesamt sei Pharao „"Ein fantastisches Beispiel des Genres.“
Eurogamer urteilt, „Pharao ist ein tiefes, hineinziehendes, gutaussehendes (mehr oder weniger) historisch genaues, erzieherisches, unterhaltsames und geradezu süchtigmachendes Spiel.“ Doch aufgrund der schrecklich schlecht funktionierenden Bewegungsystems der Stadtbewohner sei es nur den treuesten Anhängern des Genres zu empfehlen. Keine Kontrolle über die Bewegung der Bewohner zu haben sei „bestenfalls frustrierend“. Das bedeute, „Pharao wird dein Leben übernehmen, und dich dann aus Frustration vor Wut schäumen und Haare raufen lassen, sobald etwas schief geht...“ Wer mit diesen Problemen klarkomme, solle das Spiel sofort kaufen, jeder andere auf keinen Fall.
Im Jahr 2018 wurde Pharao von der Redaktion des Spielemagazins GameStar auf Platz vier der besten Aufbauspiele aller Zeiten gewählt.

## Königin des Nils: Kleopatra (Add-on)
Im Oktober 2000 erschien mit Königin des Nils: Kleopatra ein Add-on zu Pharao. Es beinhaltete unter anderem vier neue Kampagnen mit insgesamt 15 neuen Missionen. Die neuen Kampagnen schließen zeitlich an das Hauptspiel an und beinhalten Szenarien vom Neuen Reich, beispielsweise Tal der Könige und Ramses II., bis zur hellenistischen Periode mit Alexander dem Großen und Kleopatra VII. Auch zahlreiche neue Monumente, beispielsweise Felsengräber oder der Leuchtturm von Alexandria können errichtet werden. Für deren Bau werden teilweise neue Materialien eingeführt, etwa Marmor oder Farbe, sowie Produktionsketten zu deren Herstellung. Im Gegensatz zu den Missionen des Ursprungsspiels haben die neuen Missionen teilweise eine Zeitvorgabe, innerhalb der die Ziele erreicht werden müssen. Außerdem können nun Plagen auftreten, beispielsweise Heuschreckenschwärme, die die Ernte vernichten.

### Rezeption
Die Erweiterung erhielt tendenziell etwas geringere Bewertungen als das Hauptspiel (basierend auf 20 Bewertungen bei MobyGames).
Viele Rezensenten sind sich einig, dass die Erweiterung eine Menge neues Material bringt, ohne dass das Prinzip des Spiels sich grundlegend ändere. Auch der wesentlich höhere Schwierigkeitsgrad würde daran nichts ändern. Zudem würde auch die Erweiterung manche typische Schwäche des Hauptspiels nicht beheben.
Der GameStar urteilt bündig, „Kleopatra setzt dem ohnehin komplexesten Aufbauspiel noch einen drauf“, gerade im Hinblick auf den Schwierigkeitsgrad. Nur der „schwachsinnige »ohne Pharao-gelöst-Spielstand keine Kleopatra-Kampagne«-Haken“ sei wirklich störend.
Auch PC Games meint, niemand „wird von Kleopatra ernsthaft ein komplett neues Spielerlebnis erwarten.“ Umso mehr sei die Erweiterung ideales Missionsfutter für seit Caesar 3 versierte Städteplaner. Denn „Die Aufträge sind knackig schwer und die zeit- und rohstoffaufwendigen Monumente stellen auch erfahrene Spieler vor herausfordernde wirtschaftliche und logistische Probleme.“
Allerdings seien auch die Kritikpunkte geblieben, nämlich „Die immer noch wenig überzeugenden - weil unübersichtlichen - Kampfsequenzen und der traditionsgemäß fehlende Mehrspieler-Modus.“
Trent C. Ward von IGN urteilt ebenfalls, er habe seine Zeit mit der Erweiterung genossen. Aber wenn er sie „mit einem Wort beschreiben müsste, dieses Wort wäre schwierig“. Doch wer leicht „durch das erste Spiel geschlendert“ sei, könne die Herausforderung schätzen. Und obwohl es zahlreiche Neuerungen gebe, habe sich doch enttäuschenderweise einiges gar nicht geändert. So gebe es im Gegensatz zu dem „liebevollen Lehrbuch des Originals“ gar kein Handbuch, der Soundtrack sei derselbe, und mit Ausnahme der neuen Monumente, „sieht es ziemlich genau so aus wie beim ersten Mal“.
Ron Dulin von Gamespot findet, der Entwickler habe nicht nur einige Kleinigkeiten ergänzt, sondern „mehr von ungefähr allem“. Dies mache aus Pharao ein „komplexeres und interessanteres Spiel, ohne die feine Balance des Originals zu stören“ und „jeder, der das Original geliebt oder zumindest gemocht hat, wird vollständig zufrieden mit dieser gewichtigen Ergänzung sein.“ Allerdings seien die weniger wichtigen Probleme von Pharao nicht gelöst worden. Die Erweiterung beginne auf dem Schwierigkeitsgrad des Vorgängers und werde sehr schnell viel schwieriger. Dennoch, „Die meisten der neuen Herausforderungen in Cleopatra sind willkommen und dienen nicht nur dazu, das Spiel zu erweitern, sondern auch es zu verbessern.“ Allerdings sei ein „endemisches Problem bei Pharao (und der Caesar-Spiele zuvor)“, nämlich die zufällige Bewegung der meisten Bürger durch die Stadt, immer noch nicht gelöst. Doch insgesamt bekomme man alles, was man von einer Erweiterung erwarten könne, „Cleopatra ist schwieriger und komplexer als Pharao, aber dadurch ist es auch neu und frisch.“